# Pinkamindszent
Pinkamindszent è un deomune dell'Ungheria di 147 abitanti (dati 2001). È situato nella contea di Vas.